# Млинки (Куп'янський район)
Млинки (з 1850 до 2025 — Безмятежне) — село в Україні, у Шевченківській селищній громаді Куп’янського району Харківської області. Населення становить 582 осіб. До 2020 орган місцевого самоврядування — Безмятежненська сільська рада.

## Географія
Село Млинки знаходиться на березі річки Волоська Балаклійка, вище за течією на відстані 2 км розташоване село Станіславка, нижче за течією примикає село Полтава.

## Історія
1802 — дата заснування як села Млинки.
1850 — перейменоване в село Безмятежне.
7 (20) листопада 1917 року, відповідно до.Третього Універсалу Української Центральної Ради, увійшло до складу Української Народної Республіки.
12 червня 2020 року, відповідно до Розпорядження Кабінету Міністрів України № 725-р «Про визначення адміністративних центрів та затвердження територій територіальних громад Харківської області», увійшло до складу Шевченківської селищної територіальної громади.
19 липня 2020 року, в результаті адміністративно-територіальної реформи та ліквідації Шевченківського району, село увійшло до складу новоутвореного Куп'янського району Харківської області.
05 червня 2025 року відповідно до Постанови Верховної Ради України № 4483-IX село Безмятежне було перейменовано на село Млинки. Постанова набула чинності 18 червня 2025 року.

## Населення
Згідно з переписом УРСР 1989 року чисельність наявного населення села становила 728 осіб, з яких 422 чоловіки та 306 жінок.
За переписом населення України 2001 року в селі мешкало 569 осіб.

### Мова
Розподіл населення за рідною мовою за даними перепису 2001 року:
| Мова       | Відсоток |
| ---------- | -------- |
| українська | 90,03 %  |
| російська  | 8,76 %   |
| вірменська | 0,69 %   |
| польська   | 0,17 %   |
| інші       | 0,35 %   |

## Економіка
- «Безмятежне», ТОВ.

## Об'єкти соціальної сфери
- Школа.
- Будинок культури.
- Фельдшерсько-акушерський пункт.